# Музей анатомії Тернопільського національного медичного університету імені І. Я. Горбачевського
Музей анатомії Тернопільського національного медичного університету імені І. Я. Горбачевського — музей у місті Тернополі. Розташований на другому поверсі морфологічного корпусу Тернопільського національного медичного університету імені І. Я. Горбачевського на вулиці Руській, 12.

## Історія
Музей анатомії людини заснований у 1959 році професором Миколою Полянкіним. Спершу в ньому розташовувалася невелика кількість експонатів для навчальння. Але поступово їх кількість збільшувалася, і з часом ця колекція переросла в музейну експозицію.
У 2009—2010 роках працівники кафедри анатомії людини реставрували й оновили експонати анатомічного музею, всі препарати музею систематизовано в шафах-вітринах за функціонально-анатомічним принципом і відповідно до навчальних планів та програм з анатомії людини.
Нині музей налічує понад 500 експонатів і вважається одним з найкращих в Україні.
Сюди на екскурсії приходять школярі тернопільських шкіл, студенти інших вишів Тернополя, абітурієнти медичного університету. Також на кафедрі анатомії людини та в музеї проводяться спеціалізовані практичні заняття для тернополян, зокрема, рятувальників.